# Aníbal Gómez Cortijo
Aníbal Gómez Cortijo (Villanueva de la Jara, Conca, 1979) és un còmic i actor espanyol conegut per les seves participacion en programes com Muchachada nui, Tornada a Lilifor, per ser col·laborador al programa de ràdio Vodafone yu i formar part del duo musical Ojete calor al costat de Carlos Areces.
Durant la seva joventut, Aníbal va ser discjòquei a una discoteca del seu poble. Va treballar al programa d'humor surrealista Muchachada nui, que es va emetre a La 2 de Televisió Espanyola des de 2007 fins al 2010. Posteriorment, va participar en la sèrie de Neox Museu Coconut, i més tard al programa de sketches Tornada a Liliflor (2015), dirigit per Joaquín Reyes i Ernesto Sevilla. Actualment, forma part del repartiment d'Ella és el teu pare, de Telecinco.
Cal afegir a la seva filmografia que ha aparegut en produccions espanyoles com a Campament Flipy (2010), Les bruixes de Zugarramurdi (2013), Torrente 5: Operación Eurovegas (2015) i Els de el túnel (2016).
Aníbal ha format part de grups com Rusty Warriors o la icona de subnopop Ojete Calor, format al costat de l'actor i còmic Carlos Areces. Des de 2015 ha iniciat paral·lelament en solitari Ruido Paraíso, amb el seu àlbum de debut Polifonia amb 12 cançons.

## Filmografia

### Cinema
| Pel·lícula                      | Actua com         | Any  |
| ------------------------------- | ----------------- | ---- |
| Els del túnel                   | Infermer          | 2016 |
| Torrente 5: Operación Eurovegas | Vigilant indecís  | 2015 |
| Les bruixes de Zugarramurdi     | Home a la taverna | 2013 |
| Campament Flipy                 | Teclista          | 2010 |

### Televisió
| Programa                        | Actua com            | Cadena    |
| ------------------------------- | -------------------- | --------- |
| El veí (2019-??)                | Adolfo               | Netflix   |
| Just abans de Crist (2019-?)    | Corbulón             | #0        |
| Ella és el teu pare (2017-2018) | Yago                 | Telecinco |
| Tornada a Lilifor (2015)        | Diversos personatges | Neox      |
| Museu Coconut (2010 - 2014)     | Diversos personatges | Neox      |
| Muchachada nui (2007 - 2010)    | Diversos personatges | La 2      |